# Trigonostemon gaudichaudii
Trigonostemon gaudichaudii är en törelväxtart som först beskrevs av Henri Ernest Baillon, och fick sitt nu gällande namn av Johannes Müller Argoviensis. Trigonostemon gaudichaudii ingår i släktet Trigonostemon och familjen törelväxter.
Artens utbredningsområde är Vietnam. Inga underarter finns listade i Catalogue of Life.